# Crystal Castles (album 2010)
Crystal Castles (czasami nazywany jako Crystal Castles II (stylizowany na Crystal Castles (II)), znany również jako (II)) –  drugi album zespołu Crystal Castles. Album został wydany przez Fiction Records 7 czerwca 2010 w Wielkiej Brytanii i Europie, a 8 czerwca 2010 na całym świecie. Jednakże wcześniej płyta w całości wyciekła do internetu i swoje cyfrowe wydanie miała 23 kwietnia 2010 roku. W wersji płytowej premiera nastąpiła 24 maja 2010 roku.

## Produkcja
Album został wyprodukowany przez Ethana Katha w różnych miejscach, w tym: w kościele na Islandii, w kabinie w północnym Ontario, garażu za opuszczonym sklepem spożywczym w Detroit i jeden utwór w studiu Paul "Telefony" Epworth w Londynie.

## Lista utworów
Opracowano na podstawie źródła:
1. "Fainting Spells" 2:44
2. "Celestica" 3:48
3. "Doe Deer" 1:38
4. "Baptism" 4:13
5. "Year of Silence" 5:54
6. "Empathy" 4:11
7. "Suffocation" 4:02
8. "Violent Dreams" 4:35
9. "Vietnam" 5:08
10. "Birds" 2:31
11. "Pap Smear" 3:43
12. "Not in Love" 3:33
13. "Intimate" 4:45
14. "I Am Made of Chalk" 3:09

## Pozycje na listach
| Lista (2010)               | Najwyższa pozycja |
| -------------------------- | ----------------- |
| Australian Albums Chart    | 25                |
| UK Albums Chart            | 48                |
| UK Dance Albums Chart      | 8                 |
| US Albums Chart            | 188               |
| U.S. Digital Albums        | 24                |
| U.S. Top Electronic Albums | 6                 |
| U.S. Top Heatseekers       | 3                 |

## Wyróżnienia
| Publikacja       | Kraj | Wyróżnienie                  | Rok  | #   |
| ---------------- | ---- | ---------------------------- | ---- | --- |
| Drowned in Sound | UK   | 50 najlepszych albumów roku  | 2010 | #18 |
| musicOMH         | UK   | 50 najlepszych albumów roku  | 2010 | #32 |
| NME              | UK   | 50 najlepszych albumów roku  | 2010 | #31 |
| Pitchfork Media  | USA  | 50 najlepszych albumów roku  | 2010 | #34 |
| Rough Trade      | UK   | 100 najlepszych albumów roku | 2010 | #35 |
| Stereogum        | USA  | 50 najlepszych albumów roku  | 2010 | #12 |